# حمودي مهدي
الفريق حمودي مهدي الزبيدي هوَ عسكريّ وسياسيّ عراقي.
باشرَ بصفةِ تلميذٍ بالدورةِ الخامسةَ عشرَ في المدرسةِ العسكريّة يومَ 1 كانون الثاني 1937 بُعَيدَ حركةِ بكر صدقي، وتخرجَ فيها يومَ 1 كانون الثاني 1938 بعدَ دراسةٍ طالتْ سنةً واحدةً فقط.
شغلَ منصبَ المُعاونِ الإداري لرئيسِ أركانِ الجيش بدءًا مِن عامِ 1963 وإلى عامِ 1966 في الفترةِ التي كانَ فيّها عبد الرحمن عارف هوَ رئيسَ أركانِ الجيش ثُمَّ أصبحَ هوَ رئيسًا لأركانِ الجيشِ العراقي وكالةً يومَ 15 نيسان 1966 واستمرَّ بشغلِ هذا المنصب إلى يومِ 17 تموز 1967، وفي يومِ 26 شباط 1968، عُيّنَ وزيرًا للدولةِ لشؤونِ الأوقاف، ثُمَّ كلفَ بمنصبِ وزير شؤونِ الشمال وكالةً يومَ 22 حزيران 1968 بعدَ استقالةِ الوزيرِ السابق عبد الفتاح الشاليواستمرَّ بشغلِ هذينِ المنصبين حتى اقالته يوم انقلاب 17 تموز 1968.

## روابط خارجية
- كلمة رئيس أركان الجيش العراقي وكالة حمودي مهدي في الحفل التأبيني للرئيس عبد السلام عارف، مجلة الأقلام، العدد رقم 10، في 1 أكتوبر 1966